# Chota (distrito)
Chota é um distrito do Peru, departamento de Cajamarca, localizada na província de Chota.

## Transporte
O distrito de Chota é servido pela seguinte rodovia:
- CA-105, que liga o distrito à cidade de Cutervo
- PE-3N, que liga o distrito de La Oroya (Região de Junín) à Puerto Vado Grande (Fronteira Equador-Peru) no distrito de Ayabaca (Região de Piura)
- PE-3NC, que liga a cidade ao distrito de Cutervo [1][2][3]